# Abrahámovce (Kežmarok)
|  | No s'ha de confondre amb Abrahámovce (Bardejov). |

Abrahámovce és un poble i municipi d'Eslovàquia. Es troba a la regió de Prešov, al nord del país.

## Història
La primera referència escrita de la vila data del 1286.

## Demografia
| Godina             | 1994 | 2004   | 2014    | 2024 |
| ------------------ | ---- | ------ | ------- | ---- |
| Nombre de persones | 212  | 227    | 263     | 263  |
| Diferència         |      | +7,07% | +15,85% | +0%  |

| Godina             | 2023 | 2024 |
| ------------------ | ---- | ---- |
| Nombre de persones | 263  | 263  |
| Diferència         |      | +0%  |